# Ваљала
Ваљала (ест. Valjala) село је на западу Естоније. Налази се у централном делу острва Сареме и административни је центар истоимене општине Ваљала у округу Сарема. 
Према подацима са пописа становништва 2011. у селу је живело 479 становника.